# Marek Pinc
Marek Pinc (* 20. März 1979 in Most, Tschechoslowakei) ist ein ehemaliger tschechischer Eishockeytorwart, der über viele Jahre beim HC Litvínov, HC Vítkovice Steel und bei den Bílí Tygři Liberec in der tschechischen Extraliga aktiv war.

## Karriere
Marek Pinc begann seine Karriere beim tschechischen Erstligisten HC Chemopetrol Litvínov, für den er in der Spielzeit 1996/97 in der Extraliga debütierte. In der folgenden Spielzeit nahm er mit Litvínov an der European Hockey League teil und absolvierte vier Spiele, in der Extraliga war er jedoch nur Back-Up von Zdeněk Orct.
In der Spielzeit 1999/2000 war Pinc weiterhin zweiter Torhüter des HC Litvínov, kam aber auch zu Einsätzen in der dritten Spielklasse beim HC Baník Most. Da er mit seiner Rolle als Back-Up nicht zufrieden war, wechselte er vor der Saison 2000/01 zum HC Vagnerplast Kladno, für den er 42 Einsätze in der Extraliga absolvierte. Im Sommer 2001 kehrte er als Nummer 1 zum HC Chemopetrol Litvínov zurück und spielte bis 2003 für diesen Klub. Danach wechselte er zum HC Vítkovice.
In der Spielzeit 2006/07 qualifizierte sich der HC Vítkovice nicht für die Play-offs, so dass Pinc an den Schweizer Erstligisten Fribourg-Gottéron ausgeliehen wurde. Für Fribourg absolvierte er vier Spiele in den Play-Outs der NLA, bevor er im März 2007 für die NLB-Playoffs und Aufstiegs-Relegation vom EHC Biel verpflichtet wurde. Allerdings scheiterte die Mannschaft aus Biel in der Relegation gegen die SCL Tigers und verblieb somit in der NLB. Pinc kehrte daraufhin zum HC Vítkovice zurück und begann die Saison 2007/08 dort, bevor er aufgrund des Wechsels von Stammtorhüter Milan Hnilička von den Bílí Tygři Liberec ausgeliehen wurde.
Im Frühsommer 2008 versuchte der designierte KHL-Teilnehmer Awtomobilist Jekaterinburg, der schon zwei weitere tschechische Spieler unter Vertrag hatte, Marek Pinc trotz eines bestehenden Vertrages mit dem HC Vítkovice zu verpflichten. Mit dem Ausschluss von Jekaterinburg aus der KHL Mitte Juli 2008 wurden diese Bemühungen jedoch hinfällig. Pinc blieb daher in Vítkovice und absolvierte insgesamt 36 Spiele für seinen Club. Nach der Saison 2008/09 bekam er jedoch keine Vertragsverlängerung, da der Club zukünftig auf Jakub Štěpánek als Torhüter setzte. Daraufhin war Pinc zunächst vereinslos. Erst im Oktober 2009 unterschrieb er einen Vertrag über zwei Jahre bei den Bílí Tygři Liberec, da deren Stammtorhüter, Tero Leinonen, verletzt war. Dieser Vertrag wurde im April 2011 um zwei weitere Jahre verlängert, ehe Pinc im Januar 2013 an den HC Sparta Prag abgegeben wurde. Für Sparta kam er in 13 Extraliga-Partien zum Einsatz.
Ab September 2013 stand Pinc beim HK Ertis Pawlodar aus der kasachischen Eishockeyliga unter Vertrag und gewann mit dem Klub 2014 den kasachischen Meistertitel. Zudem war er statistisch (Fangquote und Gegentorschnitt) der beste Torhüter der Liga. 2015 wechselte er innerhalb der kasachischen Liga zum HK Beibarys Atyrau, ehe er im November 2011 von den Sheffield Steelers verpflichtet wurde.
In der Saison 2016/17 ließ er seine Karriere beim HC Most ausklingen.

### International
Mit der Junioren-Auswahl Tschechiens nahm Marek Pinc an der U18-Eishockey-Europameisterschaft 1997 teil und belegte den fünften Platz. Ab 2004 wurde Pinc immer wieder bei Turnieren der Euro Hockey League oder bei Vorbereitungsspielen der Nationalmannschaft eingesetzt, aber erst zehn Jahre später wurde er wieder für eine Weltmeisterschaft berufen: Er gehörte dem Kader der Tschechen bei der Eishockey-Weltmeisterschaft der Herren 2007 und 2008 an und kam jeweils zu einem Einsatz.

## Erfolge und Auszeichnungen
- 2014 Kasachischer Meister mit dem HK Ertis Pawlodar
- Beste Fangquote und bester Gegentorschnitt der kasachischen Eishockeyliga